# 克迈蒂科·拉约什
克迈蒂科·拉约什（匈牙利語：Kmetykó Lajos，1884年3月22日—1952年1月4日），姓氏一作奥劳迪（Aradi），匈牙利前男子竞技体操运动员。他曾获得1912年夏季奥运会体操比赛男子团体全能银牌。